# Globos de Ouro 1997

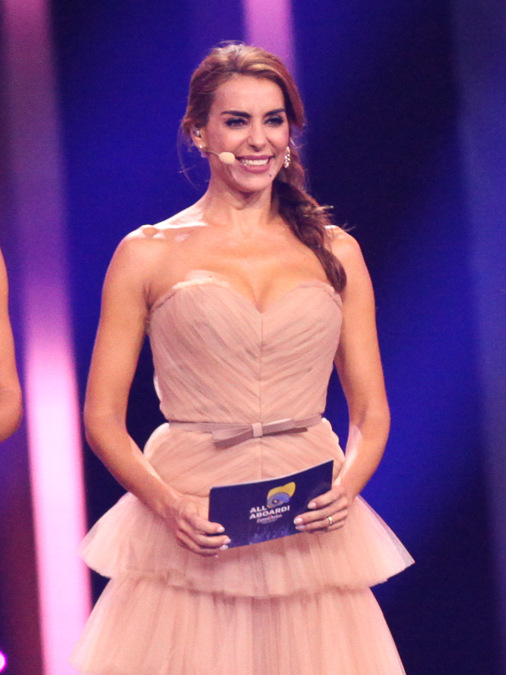
Catarina Furtado

Die 2. Verleihung der portugiesischen Auszeichnung Globos de Ouro 1997 fand am 7. April 1997 im Coliseu dos Recreios in Lissabon statt und wurde von Catarina Furtado moderiert. Den Globo de Ouro erhielten im Jahr 1997 folgende Persönlichkeiten:

## Kategorien

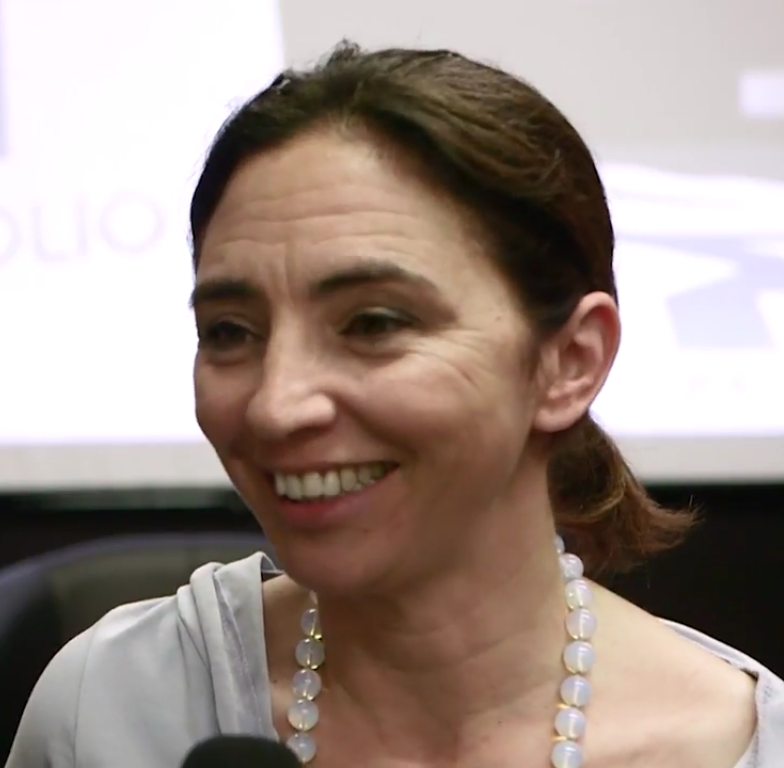
Inês de Medeiros

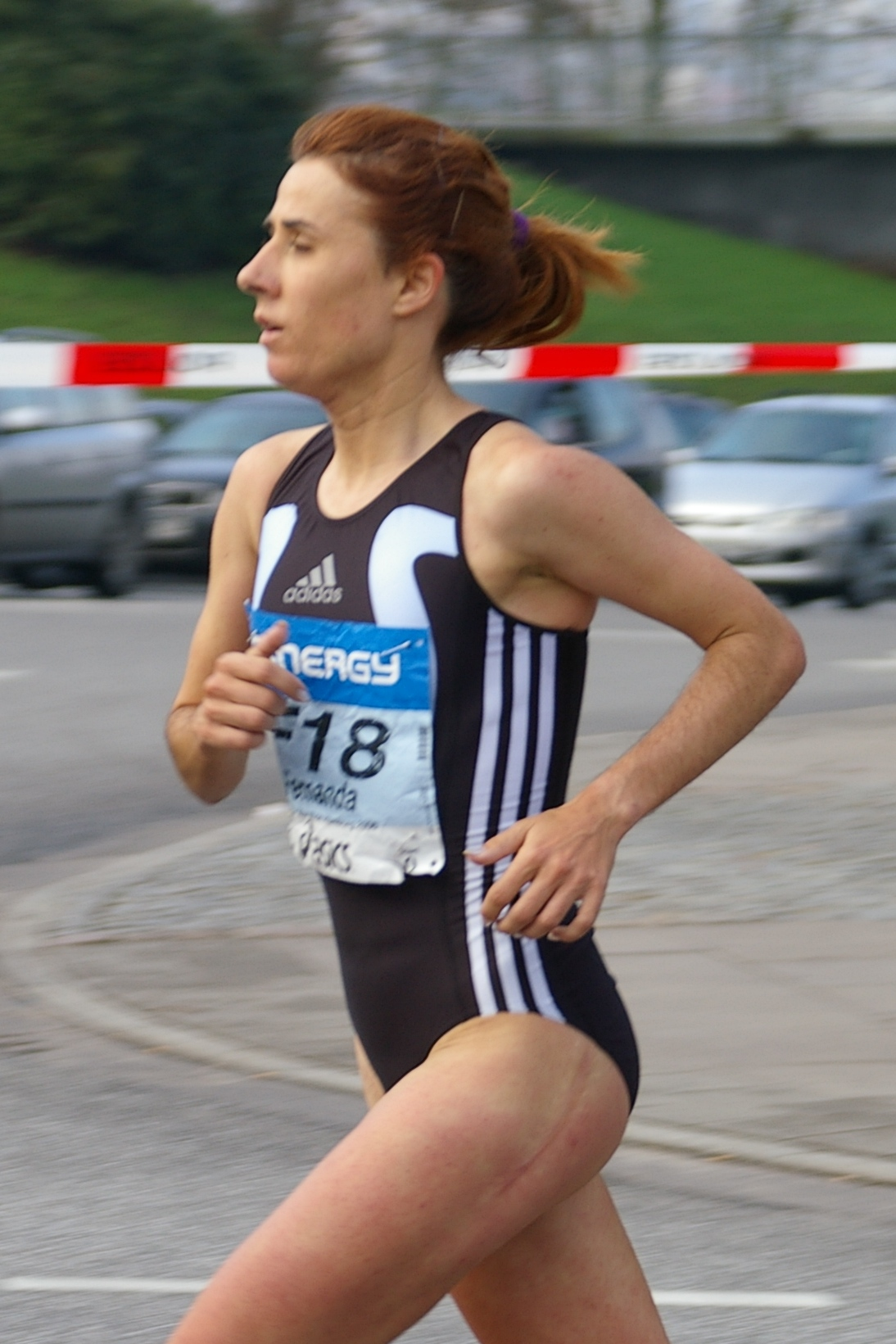
Fernanda Ribeiro

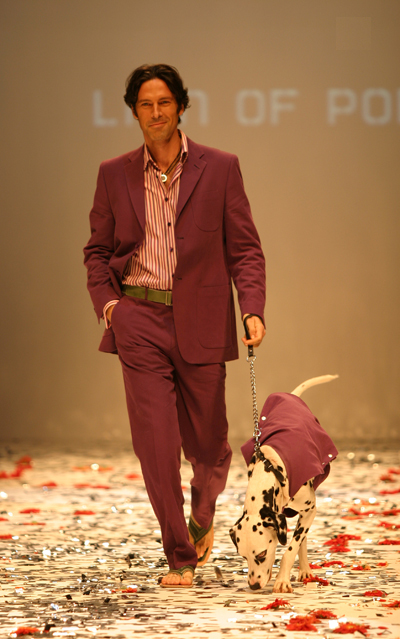
Paulo Pires

### Kino
- Bester Film: Cinco Dias, Cinco Noites von José Fonseca e Costa
- Bester Regisseur: Manoel de Oliveira für Party
- Beste Schauspielerin: Inês de Medeiros für Pandora (Regie: António da Cunha Telles)
- Bester Schauspieler: Diogo Infante für Mortinho por Chegar a Casa (Regie: George Sluizer und Carlos da Silva)

### Sport
- Persönlichkeit des Jahres: Fernanda Ribeiro

### Mode
- Persönlichkeit des Jahres: José Carlos

### Theater
- Persönlichkeit des Jahres: Paulo Pires

### Musik
- Bester Einzelinterpret: Luís Represas
- Beste Gruppe: Delfins
- Bestes Lied: Se eu fosse um dia o teu olhar – Pedro Abrunhosa

### Fernsehen
- Bester Moderator Information: José Rodrigues dos Santos
- Bester Moderator Unterhaltung: Herman José
- Beste Sendung Fiktion und Komödie: Contra Informação
- Beste Sendung Unterhaltung: Herman Total
- Beste Sendung Information: Maria Elisa

### Lebenswerk
- Mário Soares